# باري س. لين
باري س. لين (بالإنجليزية: Barry C. Lynn)‏ هو كاتب أمريكي، (ولد في ميامي في الولايات المتحدة 1900  م).

## وصلات خارجية
- باري س. لين على موقع إن إن دي بي (الإنجليزية)